# Boris (ban nhạc)
Boris (ボリス Borisu) là một ban nhạc người Nhật Bản. Hiện tại, ban nhạc gồm các thành viên là Atsuo (trống/hát), Takeshi (bass/guitar/hát), và Wata (guitar/hát).
Boris lấy tên từ một bài hát trong album Bullhead của Melvins. Nhóm phát hành album đầu tay, Absolutego, qua hãng đĩa Fangs Anal Satan của chính họ, năm 1996. Từ đó, họ đã phát hành 23 album phòng thu, một số EP và đĩa đơn 7", những đĩa nhạc công tác với các nghệ sĩ như Merzbow và Sunn O))).

## Đĩa nhạc
Album phòng thu
- Absolutego (1996)
- Amplifier Worship (1998)
- Flood (2000)
- Heavy Rocks (2002)
- Akuma no Uta (2003)
- Boris at Last: -Feedbacker- (2003)
- The Thing Which Solomon Overlooked (2004)
- Dronevil (2005)
- Sound Track from Film "Mabuta no Ura" (2005)
- Pink (2005)
- The Thing Which Solomon Overlooked 2 (2006)
- The Thing Which Solomon Overlooked 3 (2006)
- Vein (2006)
- Smile (2008)
- New Album (2011)
- Heavy Rocks (2011)
- Attention Please (2011)
- Präparat (2013)
- Noise (2014)
- The Thing Which Solomon Overlooked Extra (2014)
- Urban Dance (2015)
- Warpath (2015)
- Asia (2015)

Album cộng tác
- Black: Implication Flooding- với Keiji Haino (1998)
- Megatone-với Merzbow (2002)
- 04092001-với Merzbow (2004)
- Sun Baked Snow Cave"-với Merzbow (2005)
- Altar-(với Sunn O))) (2006)
- Rainbow-(với Michio Kurihara (2006/2007)
- Walrus/Groon EP"-với Merzbow (2007)
- Rock Dream Live Album-với Merzbow (2007)
- Cloud Chamber-với Michio Kurihara (2008)
- BXI-với Ian Astbury (2010)
- Klatter-với Merzbow (2011)
- EROS-w/ Endon (2015)
- Gensho-với Merzbow (2016)